# Franziskus von Paula Schönborn
Franziskus von Paula Schönborn, češki duhovnik, škof in kardinal, * 24. januar 1844, Praga, † 25. junij 1899.
Bil je sin Erweina Damiana Huga, grofa Schönborna (1812–1881) in Christine Marije Josefe grofice von Brühl (1817–1902).

## Življenjepis
12. avgusta 1873 je prejel duhovniško posvečenje.
28. avgusta 1883 je bil imenovan za škofa Ceskih Budejovic; škofovsko posvečenje je prejel 18. novembra in 25. novembra istega leta je bil ustoličen.
27. julija 1885 je postal nadškof Prage.
24. maja 1889 je bil povzdignjen v kardinala in imenovan za kardinal-duhovnika Giovanni e Paolo.